# Kazuo Imaniši
Kazuo Imaniši (japonsko 今西 和男), japonski nogometaš in trener, 12. januar 1941, Hirošima, Japonska.
Za japonsko reprezentanco je odigral tri uradne tekme.